# Międzynarodowy kodeks nomenklatury bakterii
Międzynarodowy kodeks nomenklatury bakterii – zespół zasad i zaleceń dotyczących tworzenia nazw naukowych (systematycznych) bakterii i archeonów, stanowiących nomenklaturę taksonów prokariotycznych. 
Pierwsza wersja zasad nomenklatorycznych bakterii powstała podczas czwartego międzynarodowego kongresu mikrobiologicznego (4th International Congress for Microbiology) w 1947. Zasady te jednak odrzucono i do 1975 nomenklatura bakterii ustalana była, tak samo jak w przypadku roślin i grzybów, w oparciu o Międzynarodowy kodeks nomenklatury botanicznej. Później opracowano odrębny kodeks.